# みんなのテニス ポータブル
『みんなのテニス ポータブル』は、2010年2月25日に発売されたPlayStation Portable用のテニスゲーム。発売元はソニー・コンピュータエンタテインメント。2014年3月6日に廉価版であるPSP the Bestが発売された。

## 概要
本作は『みんなのテニス』のPSP向け移植ではなく、キャラクターを一新した新作である。お笑い芸人の桜塚やっくんが操作キャラクターおよび審判としてゲスト登場している。
また、初めてストーリーモードが搭載された。主要ライバルキャラクターとの対戦前には、「みんなのGOLFポータブル2」のように、プロフィールを兼ねたロード画面が登場する仕組みになっている。

## キャラクター
- エミ：伊藤静（女性主人公）
- バン：下野紘（男性主人公）
- タイガ：斎賀みつき（1面、なかがわテニスクラブのボス。以下はライバルキャラ）
- ウェンディ：折笠富美子（2面、アスリートユニバーシティのボス）
- ブラッド：平田広明（3面、ワールドテレビスタジオのボス）
- ロゼッタ：松岡由貴（4面、ヴィクトール邸のボス）
- ミツザネ：細谷佳正（5面、不知火城のボス）
- パオラ：浅井清己（6面、ラグーナアイランドのボス）
- ファン：チョー（7面、天竜山武芸道場のボス）
- レイチェル：甲斐田裕子（8面、シリウスカンパニーのボス）
- シュナイダー：星野貴紀（9面、セントラルフェニックスのボス。彼に勝利するとスタッフロール。敗北した場合はゲームオーバーとなる）
- ノーマ：生天目仁美（メニューキャラであるが、エンディング後、特定の条件を満たすと対戦できる）
- スズキ：西村知道
- グロリア：井上喜久子
- やっくん：桜塚やっくん

## 審判
- ナターシャ：武田華
- ナベ：川田紳司
- ニカ：根谷美智子
- ハビエル：清川元夢
- テニ坊：伊東みやこ

## ストーリーモードでの場所
なかがわテニスクラブ
下町にあるテニスクラブ。基礎を教えるのが上手いと評判。
コート名は「なかがわ第2テニスコート」で、サーフェイスはクレイ。
アスリートユニバーシティ
スポーツが盛んな大学。ウェンディはこの大学のチアリーディング部のキャプテン。
コート名は「ユニバーシティグリーンコート」で、サーフェイスはグラス。
ワールドテレビスタジオ
某テレビスタジオ。ロビーのポスターには前作のキャラクターたちが載っている。ここで視聴者参加型テニス番組「テニスdeポン!」が収録されている。プレイヤーはこの番組のオーディションに参加する。
コート名は「Aスタジオテニスコート」で、サーフェイスはハード。
ヴィクトール邸
ロゼッタが住んでいる名門ヴィクトール家のお屋敷。プレイヤーは「楽しいテニスのアドバイザー」として派遣されるが、なぜか使用人として働かされてしまう。
コート名は「ヴィクトール邸施設コート」で、サーフェイスはグラス。
不知火城
400年も続くアオイ家が治める城下町付きの城。ミツザネは17代将軍である。異国の娯楽としてテニスが盛んになっていて、もはや城下町はテーマパークになっている。
コート名は「不知火二の丸庭球場」で、サーフェイスはクレイ。
ラグーナアイランド
パオラが姫様として住んでいる、観光名所になっている南の島。ここに住んでいる人々のダンスやテニスが名物である。ここの住民によるテニスでの試練がパオラに課せられている。
コート名は「ラグーナビーチテニスリゾート」で、サーフェイスはハード。
天竜山武芸道場
ファンが老師を務める道場。世界中からボクサーや空手家など、格闘技に関係する門下生たちがいる。
コート名は「天竜山修行場」で、サーフェイスはグラス。
シリウスカンパニー
レイチェルが社長を勤める大企業。テニスが盛んな社風である。アスリートユニバーシティの就活生がいる。
コート名は「シリウスオフィスタワーコート」で、サーフェイスはハード。
セントラルフェニックス
最終目的地であるテニスの最高峰。
コート名は「セントラルアリーナ」で、サーフェイスはクレイ。